# Jakob Bryner
Jakob Bryner – szwajcarski strzelec, mistrz świata.
Bryner jest pięciokrotnym medalistą mistrzostw świata, zdobywając wszystkie medale na turnieju w 1911 roku. Indywidualnie został wicemistrzem świata w karabinie dowolnym w trzech postawach z 300 m i w karabinie dowolnym leżąc z 300 m, zaś w postawie klęczącej i stojącej stawał na trzecim stopniu podium. Jedyne złoto osiągnął w drużynowym strzelaniu w trzech postawach (skład zespołu: Jakob Bryner, Mathias Brunner, Jean Reich, Konrad Stäheli, Caspar Widmer), zdobywając drugi wynik w zespole po Stähelim. 

## Medale mistrzostw świata
Opracowano na podstawie materiałów źródłowych:
| Mistrzostwa | Konkurencja                                     | Wynik                                          | Miejsce |
| ----------- | ----------------------------------------------- | ---------------------------------------------- | ------- |
| Rzym 1911   | Karabin dowolny, trzy postawy, 300 m            | 1008 pkt. (352–340–316)                        |         |
| Rzym 1911   | Karabin dowolny, trzy postawy, 300 m, drużynowo | 5014 pkt. (druż.) 1008 pkt. ind. (352–340–316) |         |
| Rzym 1911   | Karabin dowolny leżąc, 300 m                    | 352 pkt.                                       |         |
| Rzym 1911   | Karabin dowolny klęcząc, 300 m                  | 340 pkt.                                       |         |
| Rzym 1911   | Karabin dowolny stojąc, 300 m                   | 316 pkt.                                       |         |